# San Pietro di Morubio
San Pietro di Morubio là một đô thị ở tỉnh Verona trong vùng Veneto của Ý, có cự ly khoảng 90 km về phía tây của Venice và khoảng 30 km về phía đông nam của Verona. Tại thời điểm ngày 31 tháng 12 năm 2004, đô thị này có dân số 2.828 người và diện tích là 16,0 km².
Đô thị San Pietro di Morubio có các frazione (đơn vị trực thuộc) Bonavicina.
San Pietro di Morubio giáp các đô thị: Angiari, Bovolone, Cerea, Isola Rizzavà Roverchiara.